# Вулиця Краста
Вулиця Краста (латис. Krasta iela, дослівно — "Берегова") — вулиця в Латгальському передмісті міста Риги .
Вулиця Краста — одна з найважливіших транспортних магістралей Риги. Вона йде вздовж русла Даугави, продовжуючи лінію набережних 11 Листопада та Генерала Радзіня, від перехрестя з вулицею Езусбазніцас до розв'язки з Південним мостом та вулицею Славу, де роль головної вулиці переходить до вулиці Латгалес. Рух вулицею Краста двосторонній, по 3 смуги в кожному напрямку. Майже на всьому протязі, від розв'язки з Острівним мостом та вул. Лачплеша до кінця вулиці є частиною державної автодороги A6 .
Відома з 1867, спочатку під назвою Двінська набережна (нім. Dünaufer Strasse, латис. Daugavas Krasta iela); сучасна назва — з 1902 року . Спочатку вулиця пролягала інакше, відходячи далі від берега Даугави (нинішня вулиця Маза Краста). Згідно з генпланом 1969 року, вулиця Краста в 1974—1977 роках прокладена там, де знаходиться і сьогодні .

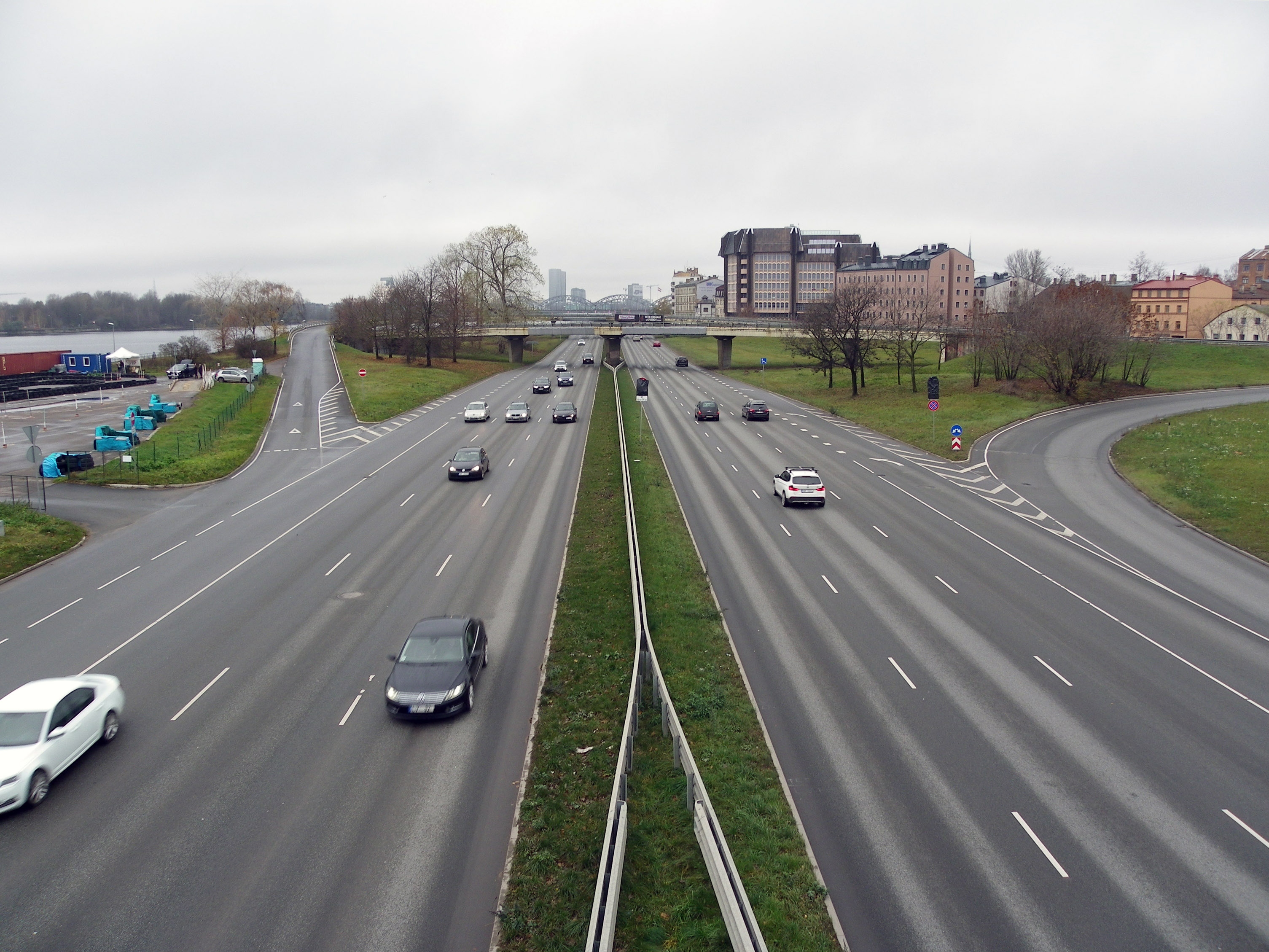
Вигляд шосе на вулиці

На вулиці Краста починається Кенгарагський променад, що простягається від вулиці Кенгарага (Кишинівської, вперше згадана в 1896 році, перейменована в 1923) і створений в 1901 році на греблі, побудованій з гранітних валунів і паль для захисту від весняних палив. У 1962 році, при будівництві нового мікрорайону Кенгарагс, дамба була укріплена залізобетонними конструкціями та впорядкована. Перші роботи з відновлення променаду розпочалися у 2007 році у співпраці з ризьким муніципальним підприємством «Rīgas ūdens», у 2009 році Східна виконавча дирекція Риги замовила ландшафтним архітекторам Дайге Вейнбергу, Гунте Розенбергу та Лаумі Гаркале проект рова була побудована і впорядкована променадна алея .